# Viannos
Viannos (griechisch Βιάννος (f. sg.)) ist eine Gemeinde (Δήμος, Dimos) im Südosten des Regionalbezirks Iraklio der Region Kreta auf der gleichnamigen griechischen Mittelmeerinsel Kreta. Namensgebend für die Gemeinde und deren Gemeindesitz ist Ano Viannos mit 908 Einwohnern, davon 694 Einwohner im eigentlichen Dorf. Der Ort liegt etwa fünf Kilometer von der Südküste entfernt im Inselinneren. Als Gemeinde hat Viannos 4.436 Einwohner (Stand 2021).
Während des Zweiten Weltkriegs wurden im September 1943 über 400 Männer, Frauen und Kinder von Viannos und der umliegenden Dörfer durch die Deutsche Wehrmacht ermordet oder hingerichtet und der Ortsteil Ano Viannos sowie mehrere umliegende Dörfer niedergebrannt (Massaker von Viannos).

## Lage
Viannos liegt an der südlichen Seite des Dikti-Gebirges, etwa 65 km südöstlich von Iraklio und 40 km von Ierapetra.
Das Gemeindegebiet, in dem zahlreiche in traditioneller Bauweise erhaltene Bauerndörfer gelegen sind, ist gebirgig, zu der wenig besiedelten Küste ziehen sich etliche Täler und Schluchten mit Bachläufen und üppiger Vegetation.

## Wirtschaft
Das hauptsächliche landwirtschaftliche Produkt ist das Olivenöl. In den vergangenen Jahrzehnten hat vor allem in der Gegend von Arvi, Keratokambos, Faflangos, Psari Forada und Tertsa der Anbau von Bananen und Frühgemüse in Treibhauskulturen Bedeutung erlangt.
Der Tourismus spielt eine nicht völlig unbedeutende Rolle.

## Geschichte
Auf dem Gemeindegebiet wurden an zahlreichen Orten Siedlungsspuren aus frühester Zeit aufgefunden. So wurden auf den Bergen Keratos und Kefala Chondrou frühminoische Siedlungsspuren aus dem 3. Jahrtausend vor Chr. festgestellt, bei Afrati Spuren aus der älteren minoischen Palastzeit, ein Heiligtum aus dem 9. bis 7. Jahrhundert vor Chr. und ein Palmenkapitell nach ägyptischem Vorbild aus dem 9. bis 7. Jahrhundert.

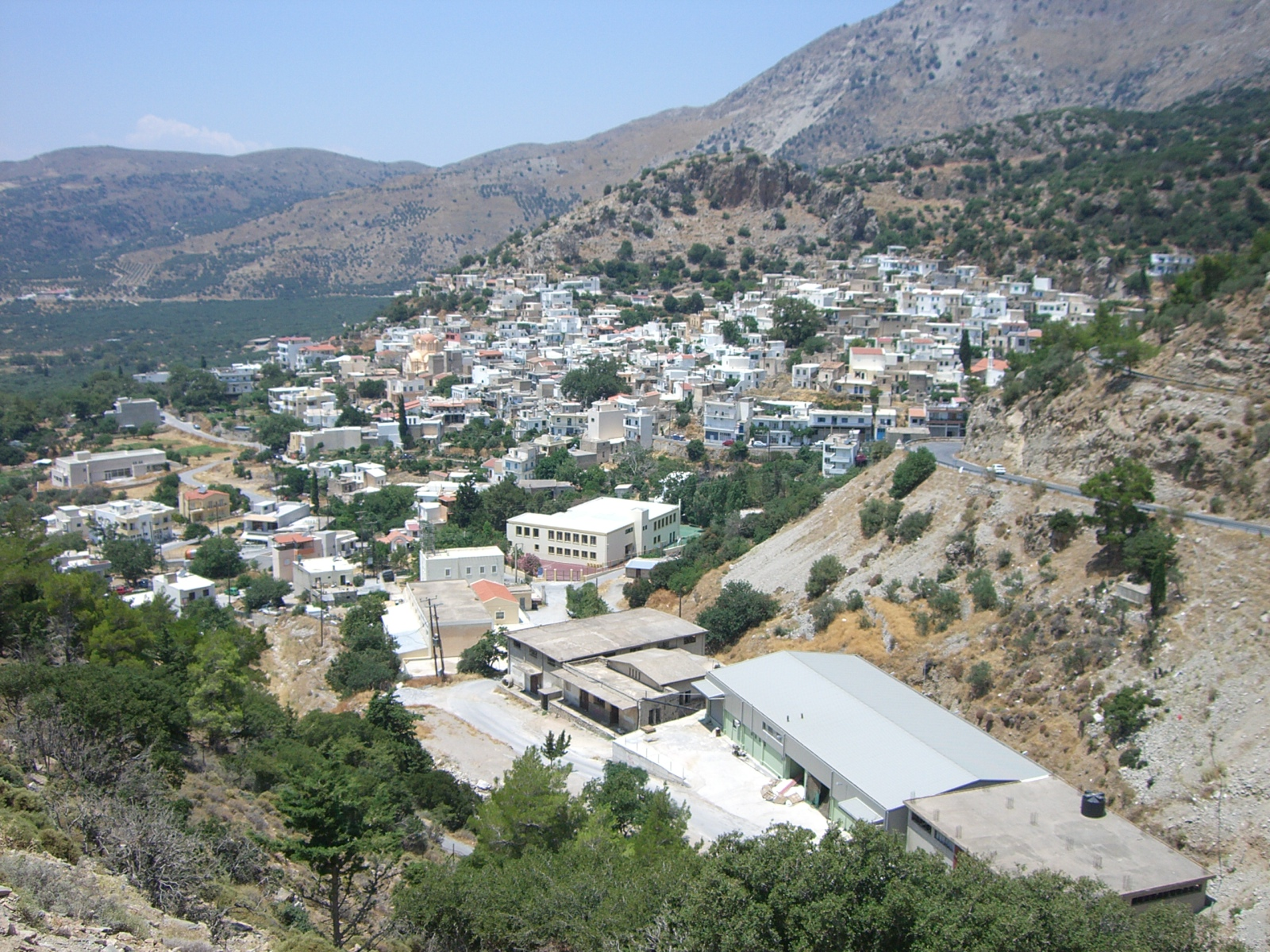
Blick auf Ano Viannos

Auch das Dorf Arvi weist eine ununterbrochene Siedlungsgeschichte seit frühminoischer Zeit auf. Bei Kato Symi wurde das auf mehreren Terrassen errichtete Heiligtum bei Symi mit einer Kulttradition von mittelminoischer bis hellenistischer Zeit ausgegraben; in griechischer Zeit wurden hier Hermes und Aphrodite verehrt, wie durch Votivgaben belegt ist.
Nach dem Tod von etwa zwölf Soldaten der deutschen Wehrmacht durch Partisanen bei Kato Symi wurden am 14. September 1943 auf Befehl von Friedrich-Wilhelm Müller, damals Kommandeur der 22. Infanterie-Division in Griechenland, über 400 Männer, Frauen und Kinder von Viannos und der umliegenden Dörfer ermordet oder hingerichtet und der Ortsteil Ano Viannos niedergebrannt sowie mehrere umliegende Dörfer vollständig zerstört. Daran erinnert ein Mahnmal mit Kapelle, Gedenktafeln und Museum an der Hauptstraße zwischen Ano Viannos und Amiras (Αμιράς Ηρακλείου). Der Vorfall wird beispielsweise im Angelsächsischen und in Griechenland auch als „Holocaust von Viannos“ (Ολοκαύτωμα της Βιάννου Olokáftoma tis Viánnou) bezeichnet.

### Mahnmal bei Amiras

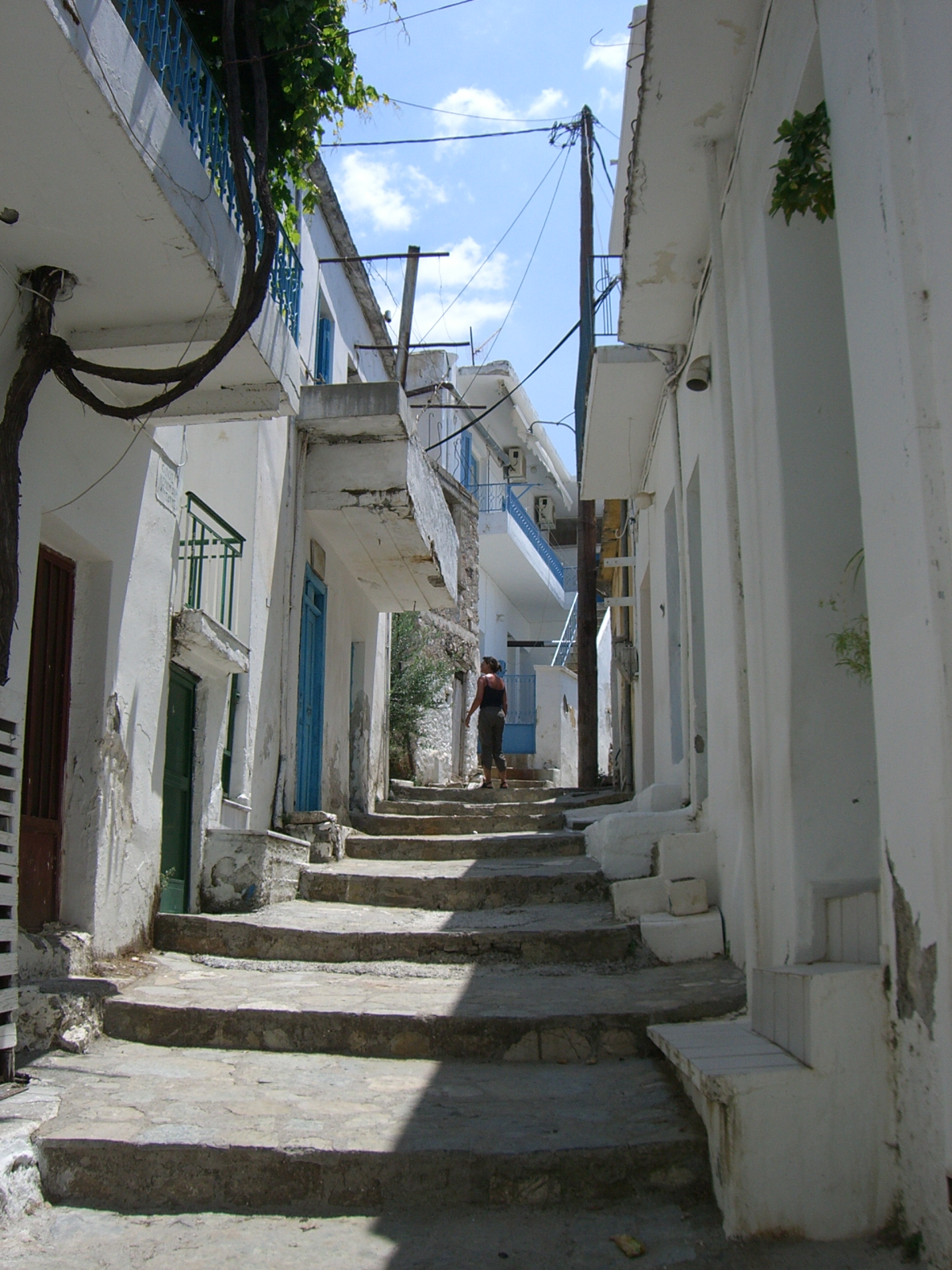
Gasse in Viannos

Das Mahnmal besteht aus an der rechten Seite stehenden Gedenktafeln, die die Namen der Getöteten zeigen. Auf vier Steintafeln (griechisch, englisch, französisch und deutsch) kann man eingemeißelt ein Gedicht von Vasilis Rotas (1889–1977) lesen:

„Vorbeigehender Achtung - Hier unten befinden sich Leichen - Die nie betrogen haben – 
Die nie gelogen haben - Die Tyrannen nie geachtet haben.
Vorbeigehender Achtung  - Mit reinen Gedanken denke über sie - Und wenn Du dieses schöne Licht genießt - Und ohne Angst hier laufen kannt - Und wenn Du geliebt wirst  - Und selber liebst - Und alles Gute das Du im Leben hast – Haben Dir diese Leichen geschenkt. V. Rotas“

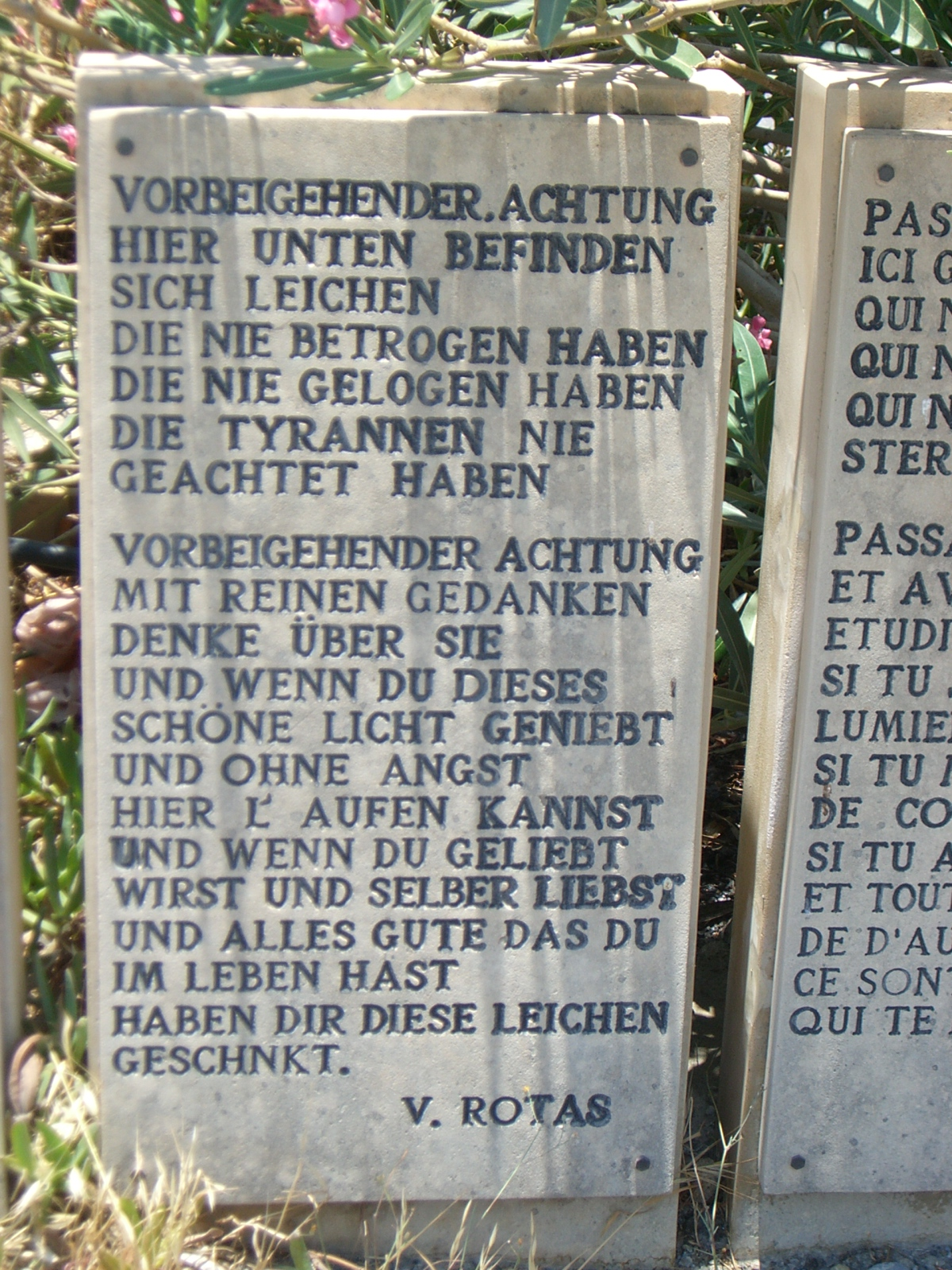
Inschrift (deutsch)
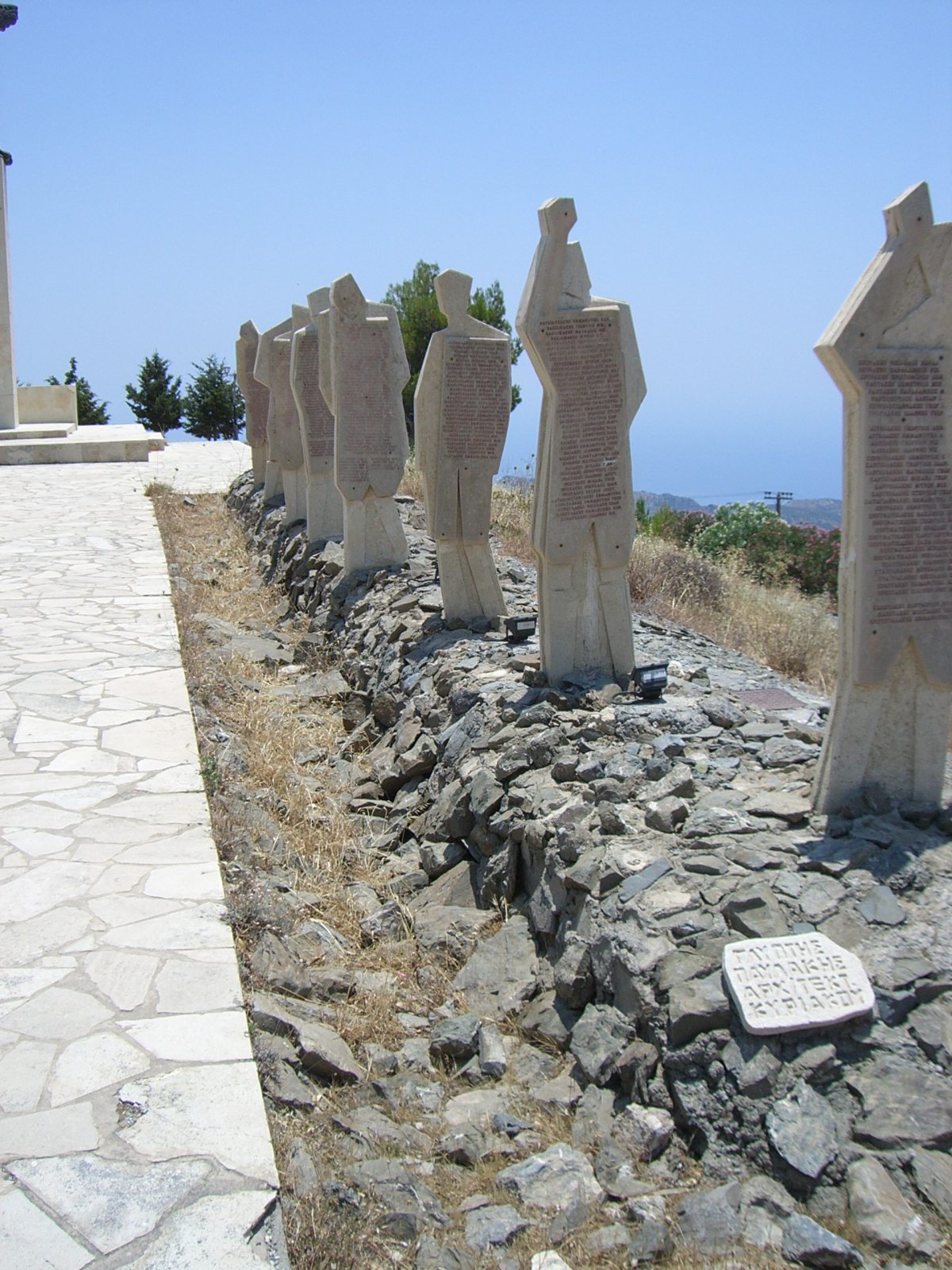
Gedenkstelen mit den Namen der Getöteten
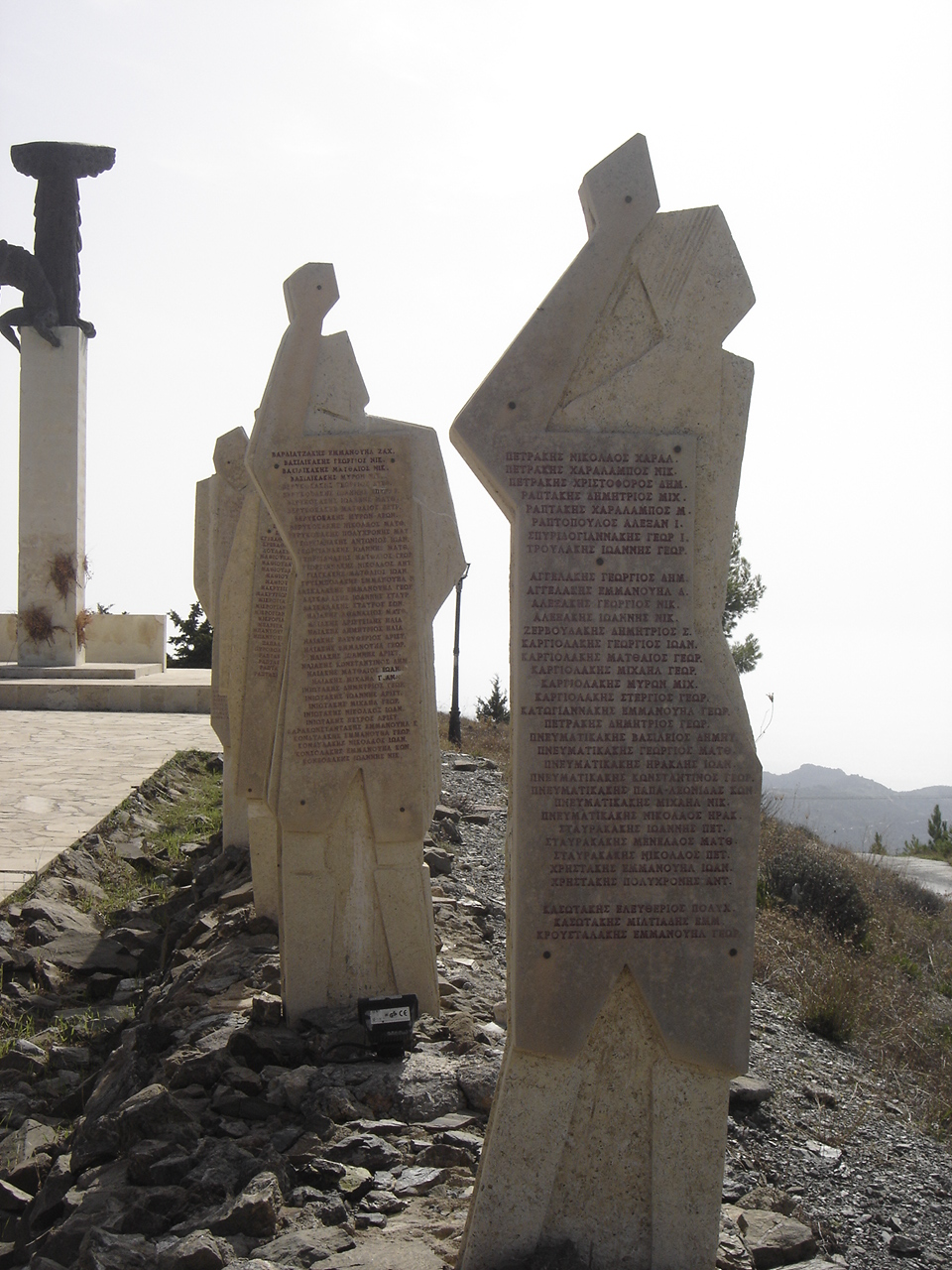
Denkmal bei Amiras
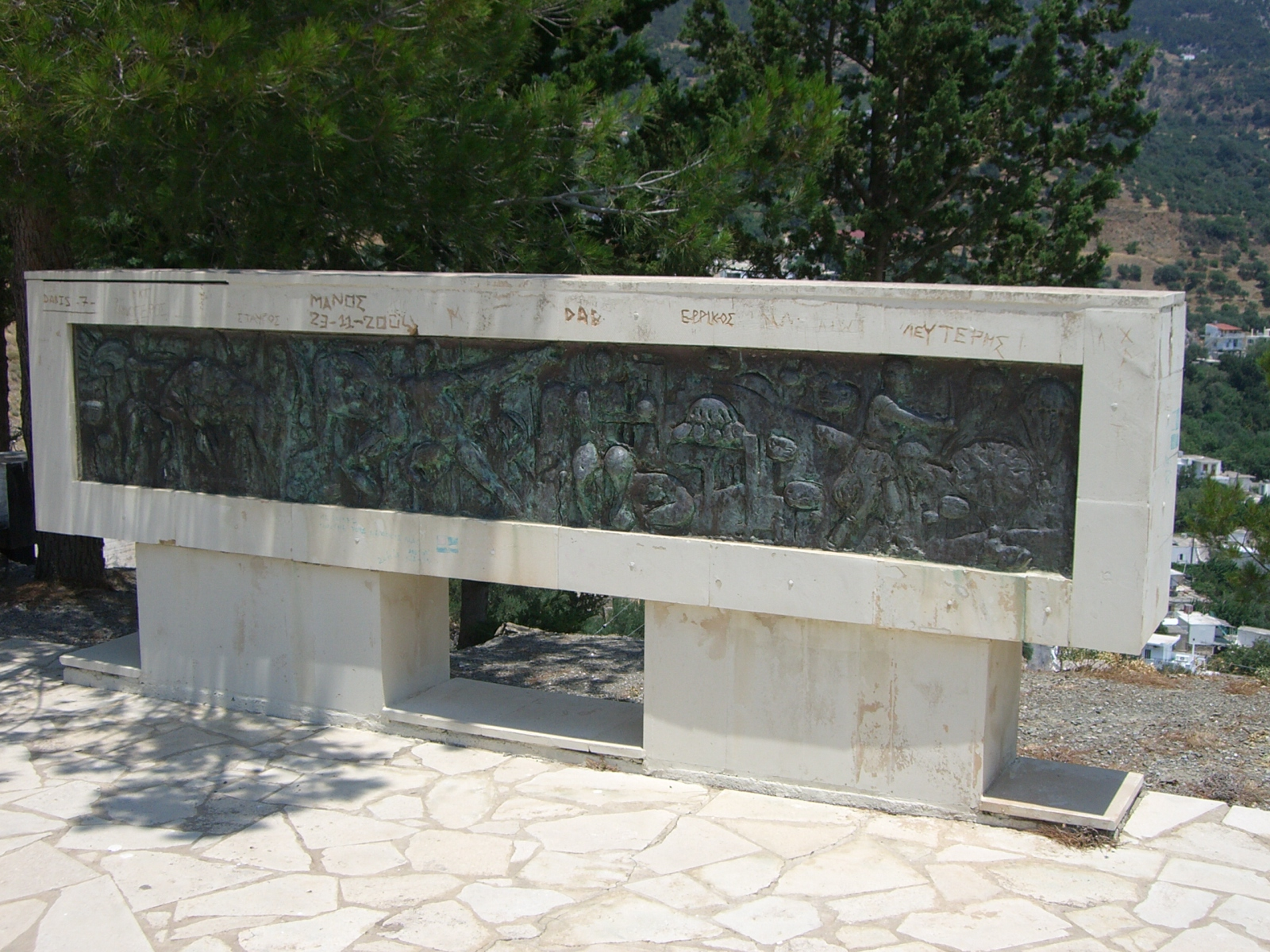
Relief mit der Darstellung des Massakers
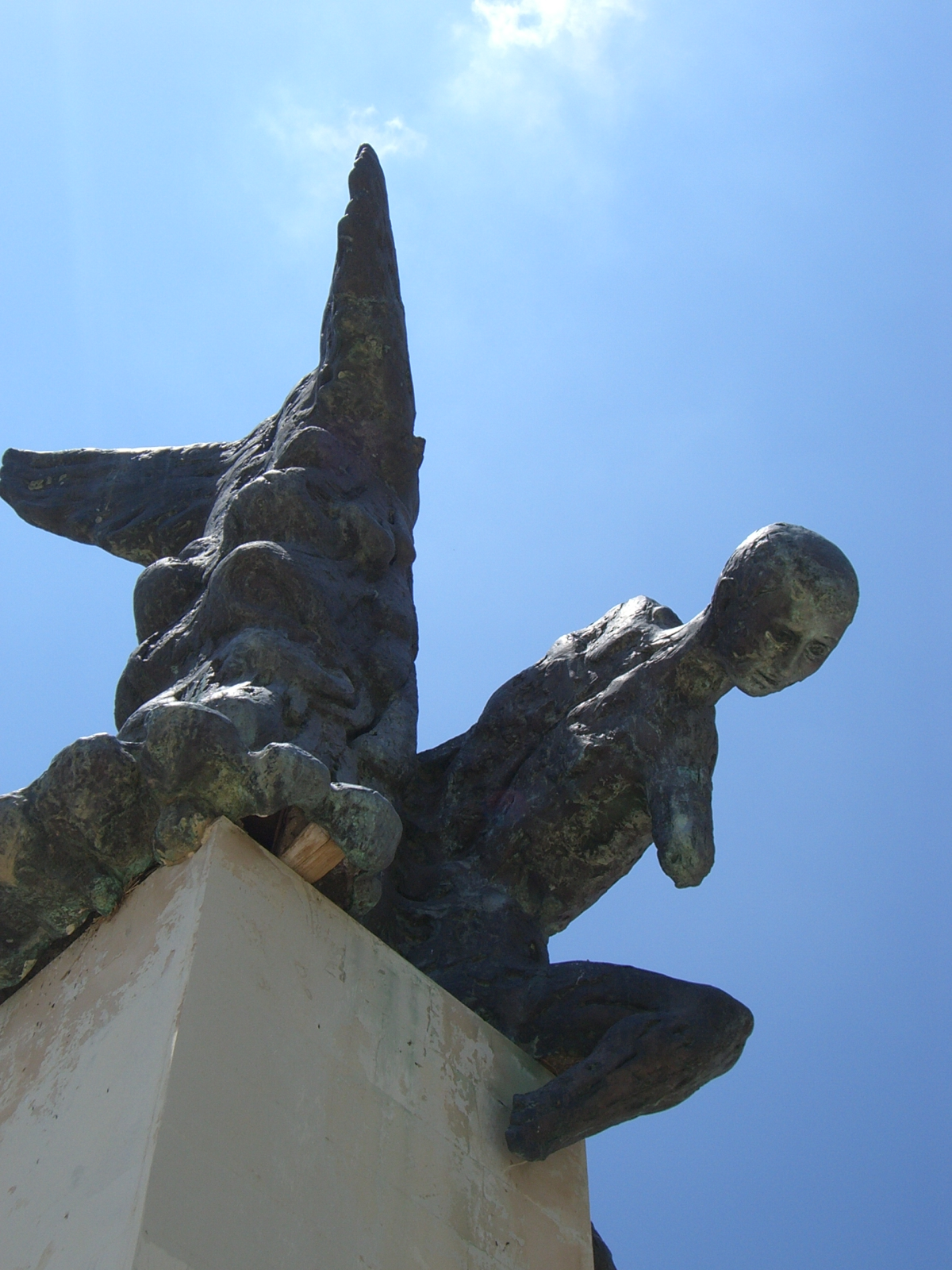
Skulptur am Mahnmal

## Gemeindegliederung

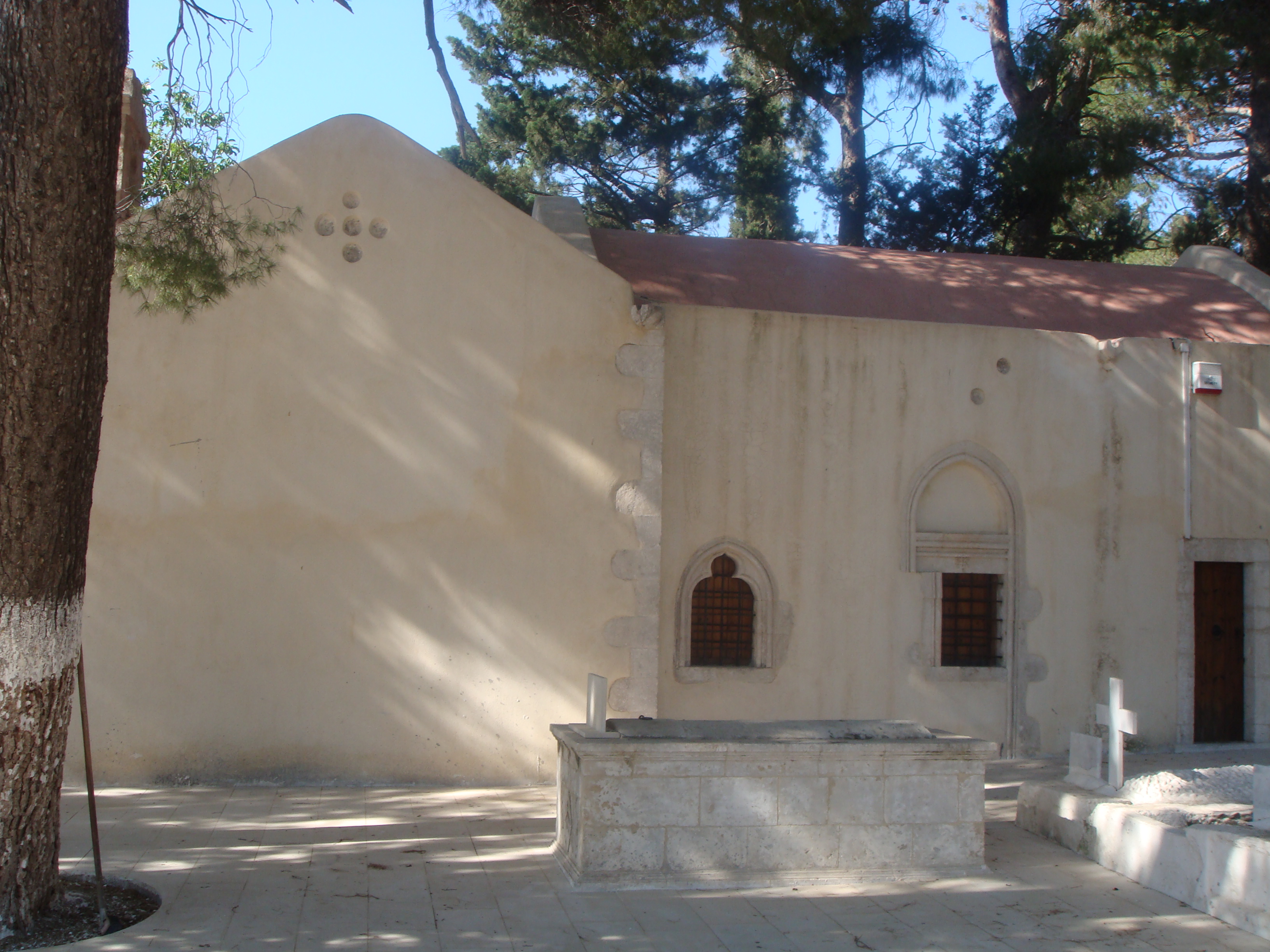
Kloster Agia Moni

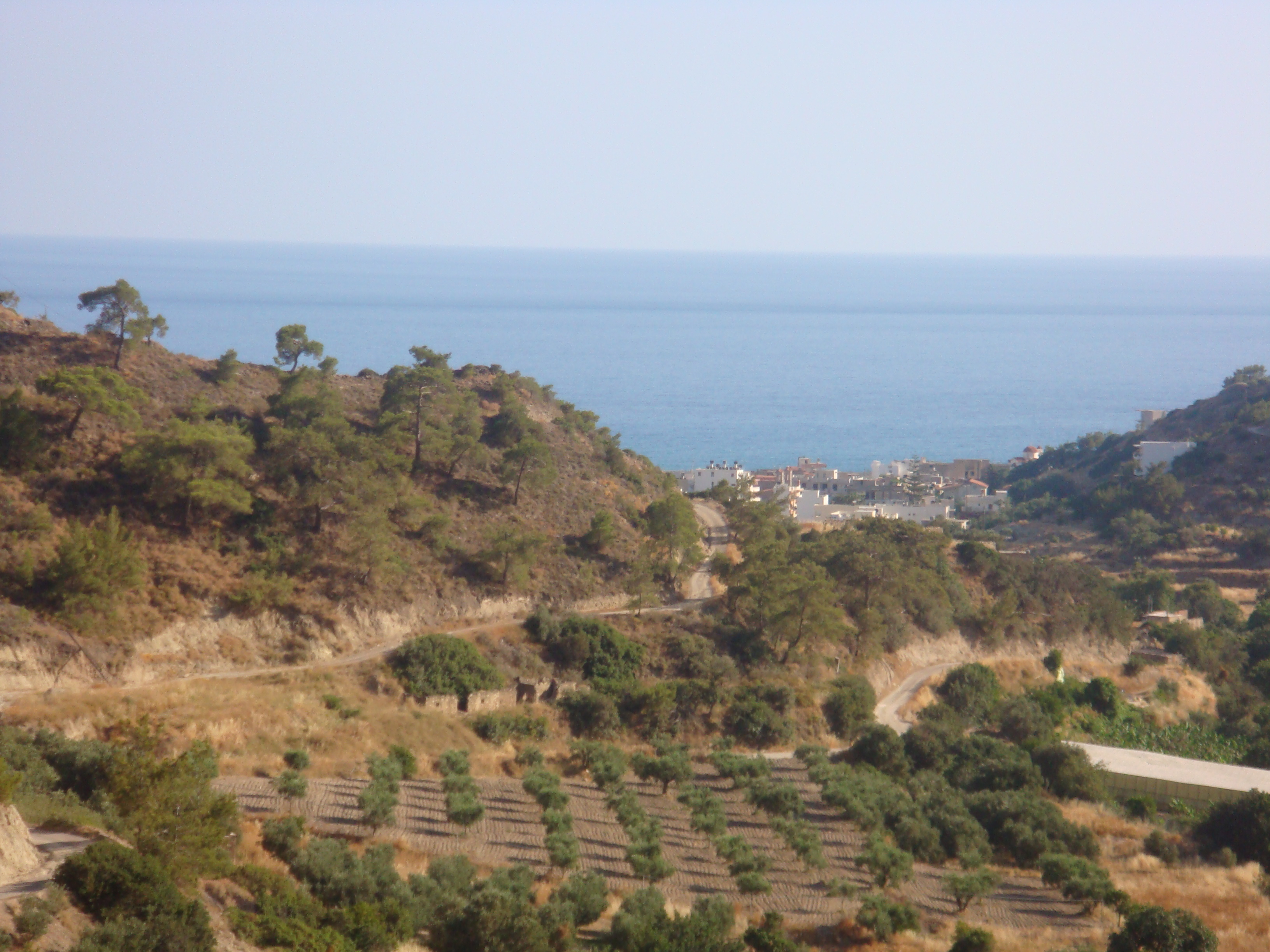
Arvi

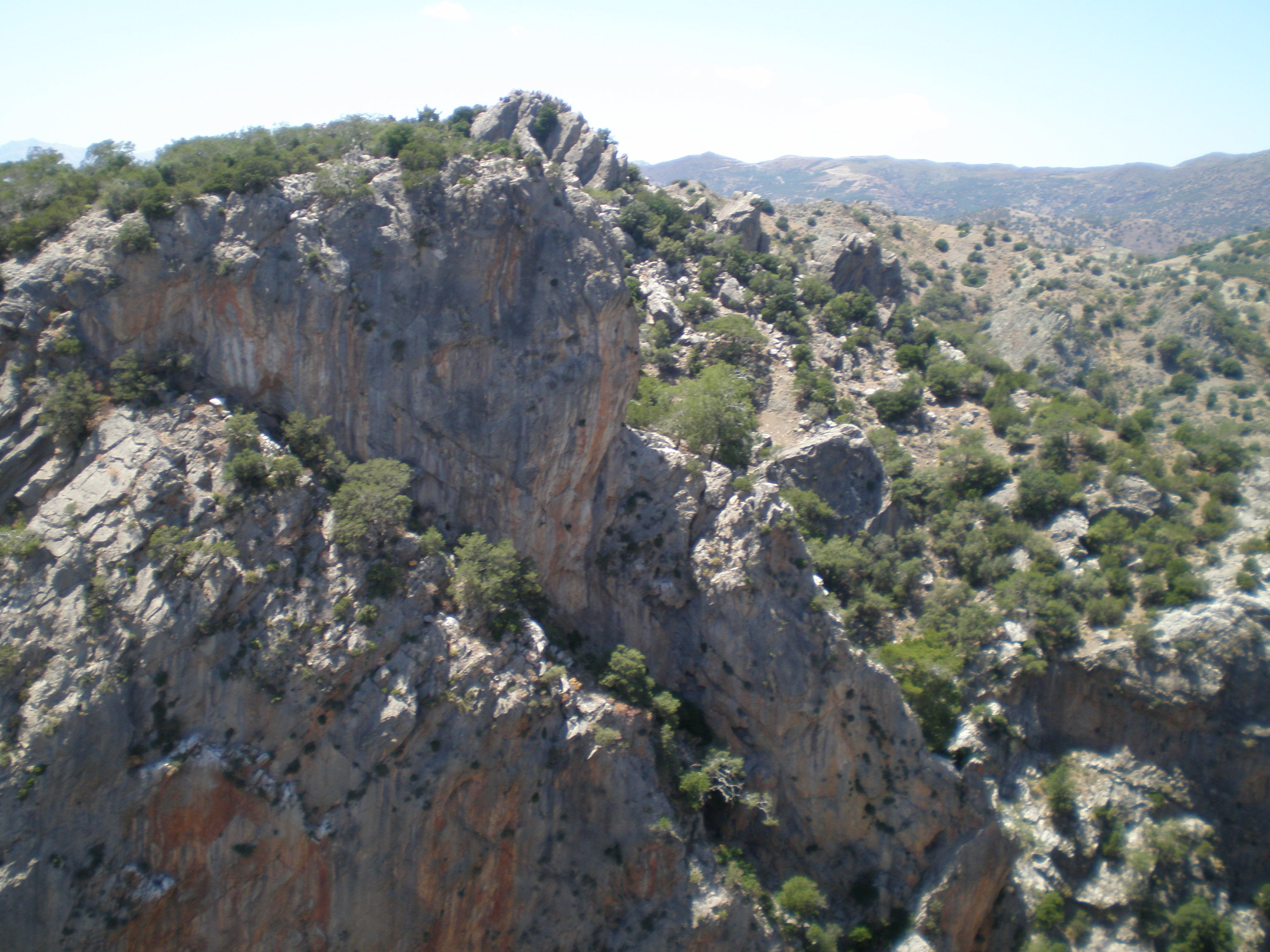
Schlucht bei Arvi

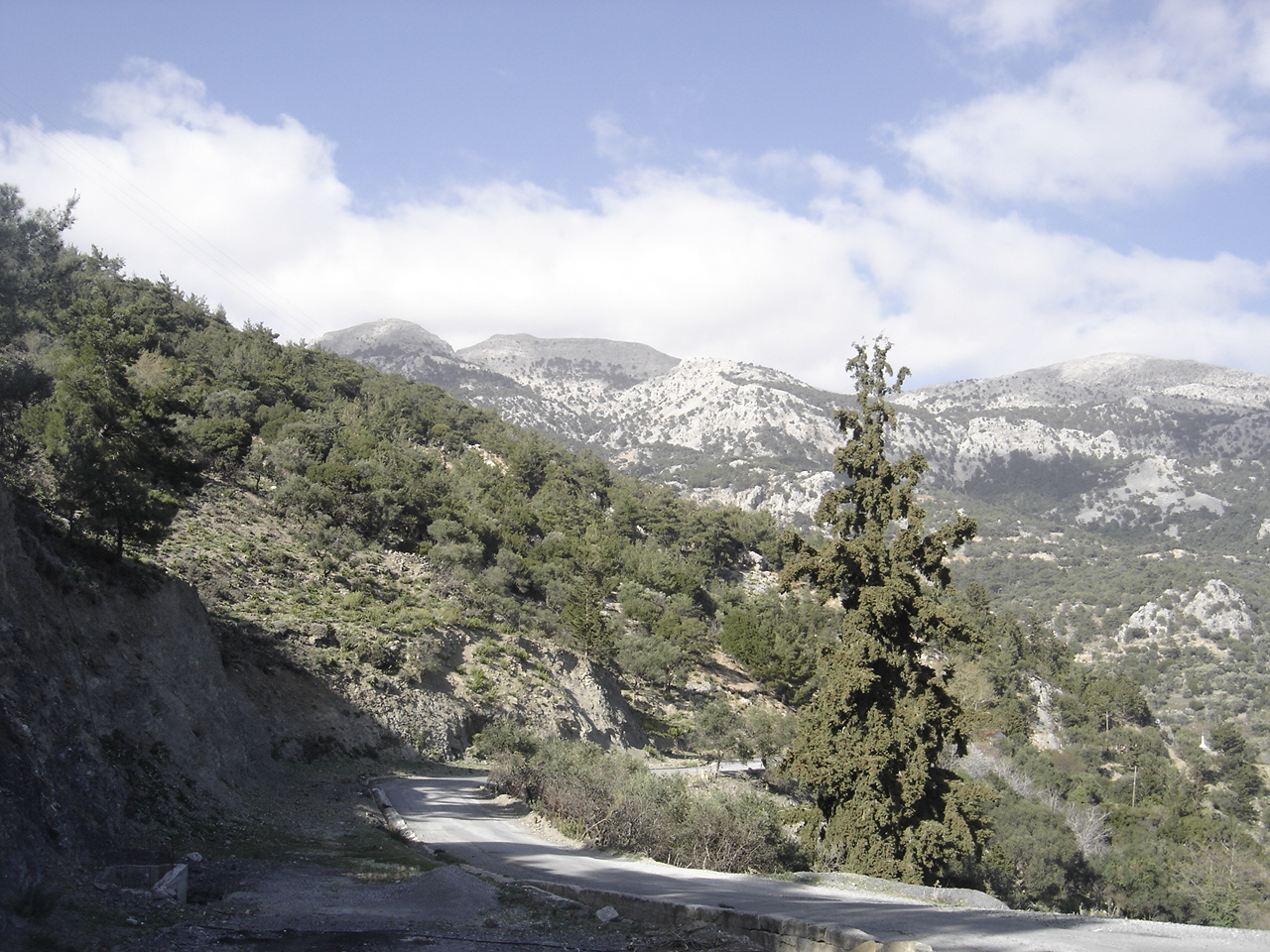
Bergstraße bei Kato Symi

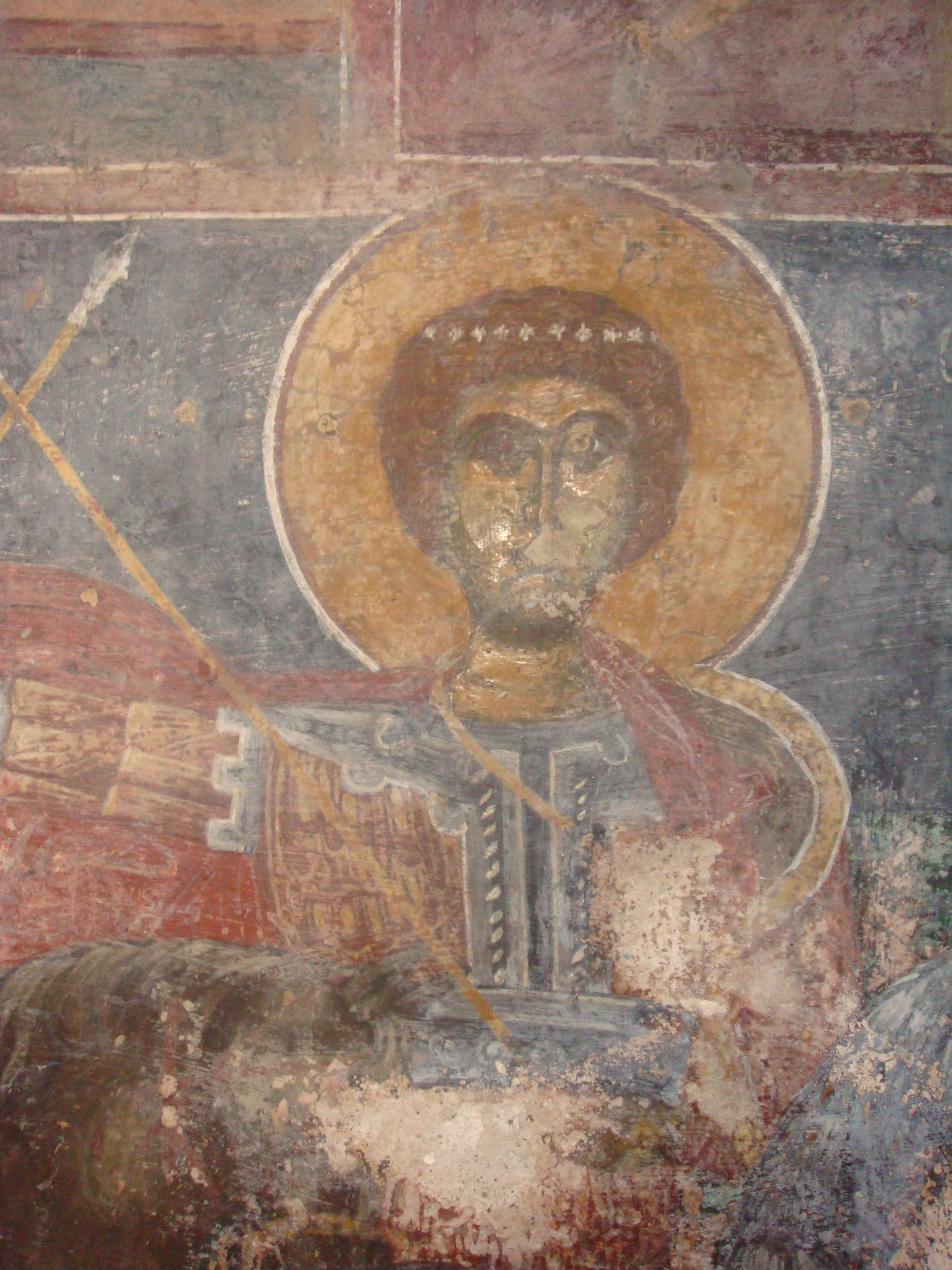
Fresko in der Kirche Agia Pelagia

Die Gemeinde Viannos wurde 1997 gebildet. Sie besteht aus 16 Dimotikes Kinotites, zu denen meist wiederum etliche Dörfer und Siedlungen gehören:
- Dimotiki Kinotita Ano Viannos (Δημοτική Κοινότητα Άνω Βιάννου), 984 Einw.
  - Ano Viannos (Άνω Βιάννος), 774 Einw., am Südhang des Dikti in einer Höhe von 560 m am Rande einer von Olivenbäumen bestandenen gelegener Hauptort und Verwaltungssitz der Gemeinde, ein malerisch weißgetünchtes Dorf mit engen Gassen, in dem noch die kretische Tracht zu sehen ist.
  - Agia Moni (Αγία Μονή); in dem der Entschlafung der Gottesmutter (Κοίμηση της Θεοτόκου) geweihten Kloster leben noch zehn Mönche;
  - Agios Nikolaos (Άγιος Νικόλαος), unbewohnt
  - Kapsali (Καψάλη), 27 Einw.
  - Keratokambos (Κερατόκαμπος), 81 Einw., Küstenort mit Kiesstrand
  - Loutraki Viannou (Λουτράκι Βιάννου), 65 Einw., in 720 m Höhe, mit einer Kirche der Verkündigung Mariens
  - Monombouka (Μονομπούκα), 27 Einw.
- Dimotiki Kinotita Agios Vasilios (Δημοτική Κοινότητα Αγίου Βασιλείου), 440 Einw.
  - Agios Vasilios (Αγίος Βασιλείος), 180 Einw.
  - Latomia Agiou Vasiliou (Λατόμια Αγίου Βασιλείου), 6 Einw.
  - Nea Arvi (Νέα Άρβη), 239 Einw.
  - Xerokambos (Ξερόκαμπος), 15 Einw.
- Dimotiki Kinotita Amiras (Δημοτική Τοπική Κοινότητα Αμιρά), 818 Einw.
  - Amiras (Αμιρά), 327 Einw.
  - Arvi (Άρβη), 362, Einw., 12 km unterhalb von Amiras am Ausgang einer Schlucht an der Küste gelegen, mit ausgedehnten Treibhauskulturen und langem Kiesstrand; oberhalb des Ortes liegt das Kloster Agios Antonios.
  - Kolymbi (Κολύμποι), 88 Einw.
  - Pateles (Πατέλες), 41 Einw.
- Dimotiki Kinotita Afrati (Δημοτική Κοινότητα Αφρατίου)
  - Afrati (Αφρατί), 151 Einw.
- Dimotiki Kinotita Vachos (Δημοτική Κοινότητα Βαχού), 113 Einw.
  - Vachos (Βαχός), 63 Einw.
  - Vachoudianos Xerokambos (Βαχουδιανός Ξερόκαμπος), 50 Einw.
- Dimotiki Kinotita Embaros (Δημοτική Τοπική Κοινότητα Εμπάρου), 323 Einw.
  - Embaros (Έμπαρος), 247 Einw.
  - Thomadiano (Θωμαδιανό), 76 Einw.
- Dimotiki Kinotita Kalami (Δημοτική Κοινότητα Καλαμίου), 433 Einw.
  - Agia Paraskevi (Αγία Παρασκευή), 32 Einw.
  - Faflangos (Φαφλάγκος), unbewohnt
  - Kalami (Καλάμι), 9 Einw.
  - Kato Vigles (Κάτω Βίγλες), unbewohnt
  - Psari Forada (Ψαρή Φοράδα), 100 Einw.
  - Skafidia (Σκαφίδια), 1 Einw.
  - Stavria (Σταυριά), unbewohnt
  - Syndonia (Συνδονία), 292 Einw.
- Dimotiki Kinotita Kato Viannos (Δημοτική Κοινότητα Κάτω Βιάννου), 115 Einw.
  - Kato Viannos (Κάτω Βιάννος), 108 Einw.
  - Kato Symi (Κάτω Σύμη), 107 Einw.; das Dorf wurde nach den Zerstörungen durch die deutsche Wehrmacht 1943 nur teilweise wieder aufgebaut; die Zerstörungen sind noch heute zu erkennen.
  - Loutraki Symis (Λουτράκι Σύμης), 31 Einw.
  - Mesi (Μέση), 7 Einw.
- Dimotiki Kinotita Kefalovrysi (Δημοτική Κοινότητα Κεφαλοβρυσίου), 151 Einw.
  - Kefalovrysi (Κεφαλοβρύσι), 128 Einw.
  - Krevvatas (Κρεββατάς), 23 Einw.
- Dimotiki Kinotita Martha (Δημοτική Κοινότητα Μάρθας)
  - Martha (Μάρθα), 178 Einw.
- Dimotiki Kinotita Milliarades (Δημοτική Κοινότητα Μιλλιαράδων)
  - Milliarades (Μιλλιαράδες), 212 Einw.
- Dimotiki Kinotita Xeniakos (Δημοτική Κοινότητα Ξενιάκου), 235 Einw.
  - Katofygi (Κατωφύγι), 118 Einw.
  - Xeniakos (Ξενιάκος), 117 Einw.
- Dimotiki Kinotita Pefkos (Δημοτική Κοινότητα Πεύκου), 340 Einw.
  - Agios Dimitrios (Άγιος Δημήτριος), 4 Einw.
  - Ano Kornias (Άνω Κόρνιας), 3 Einw.
  - Kokkalara (Κοκκαλαρά), unbewohnt
  - Latomia Pefkou (Λατόμια Πεύκου), 17 Einw.
  - Pefkos (Πεύκος), 316 Einw.
- Dimotiki Kinotita Sykologos (Δημοτική Κοινότητα Συκολόγου), 396 Einw.
  - Ano Vigla (Άνω Βίγλα), 3 Einw.
  - Sykologos (Συκολόγος), 314 Einw.
  - Tertsa (Τέρτσα), 79 Einw.
- Dimotiki Kinotita Chondros (Δημοτική Κοινότητα Χόνδρου), 547 Einw.
  - Agios Ioannis (Άγιος Ιωάννης), 33 Einw.
  - Chondros (Χόνδρος), 138 Einw.
  - Dermatos (Δέρματος), 19 Einw.
  - Fraskomilia (Φασκομηλιά), 13 Einw.
  - Kastri (Καστρί), 234 Einw.
  - Pervola (Περβόλα), 110 Einw.

## Sehenswürdigkeiten
- Kirche Agia Pelagia in Ano Viannos, erbaut 1360, mit erhaltenen Fresken
- Kirche Agios Georgios in einem Tal unterhalb von Ano Viannos, erbaut 1401, mit Fresken von Ioannis Moussouros
- Kirche Agios Georgios in Embaros, erbaut 1436/37, mit Fresken von Manuel Phokas
- Folkloremuseum am westlichen Ortsausgang von Ano Viannos
- modernes Mahnmal bei Amiras zum Gedenken an die 1943 Getöteten
- Auf dem Hügel Kerato bei Keratokambos befindet sich die 200 m lange Höhle „Vigla“ mit Stalagmiten und Stalaktiten

## Persönlichkeiten
Der kretische Journalist und Romanautor Ioannis Kondilakis (1862–1920), dessen Erzählungen als Vorlage mehrerer Filme dienten, wurde in Ano Viannos geboren.